# Crystal Palace (Gebäude)

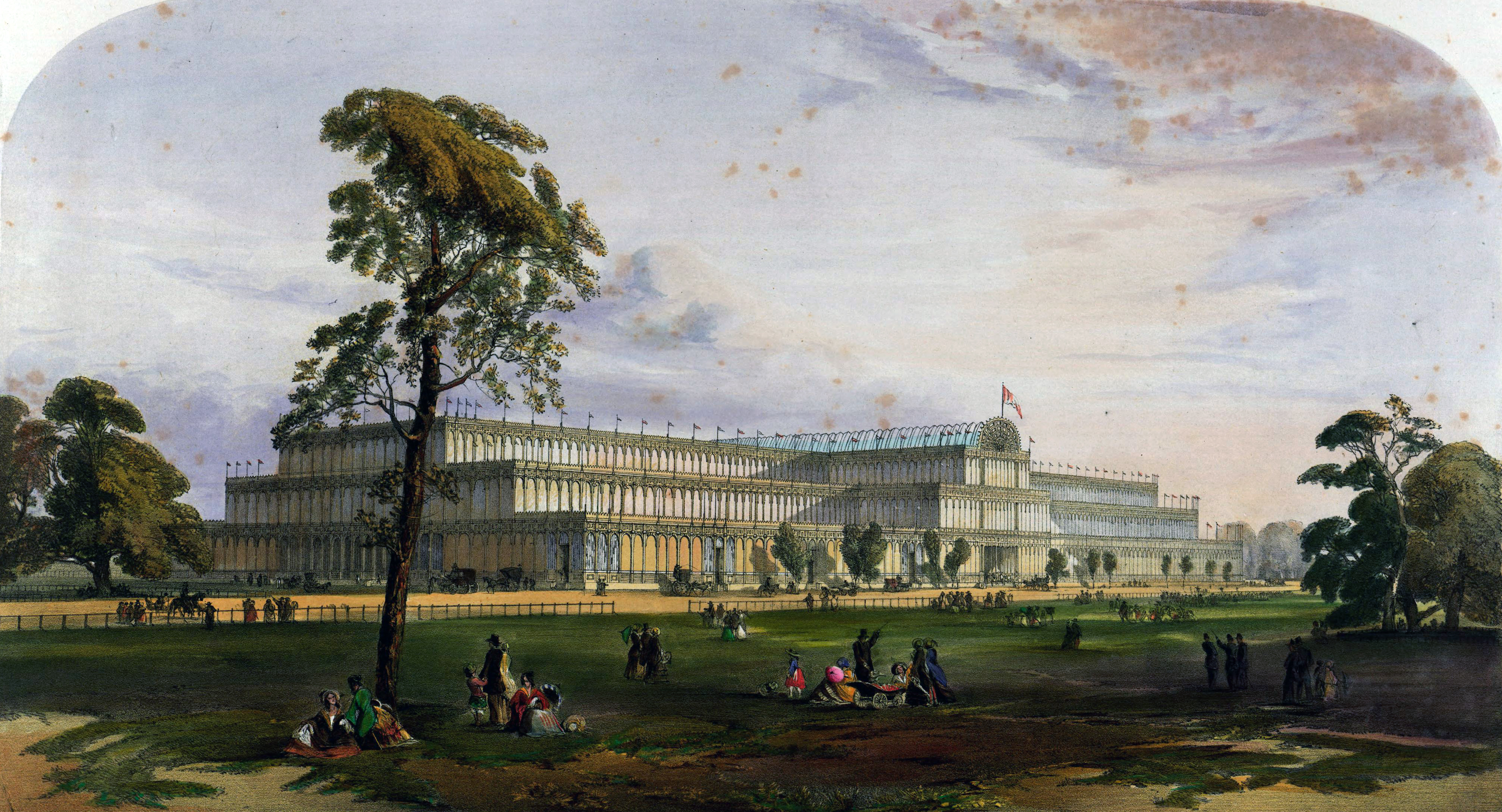
Der ursprüngliche Crystal Palace im Hyde Park. Kolorierte Lithografie der Gebrüder Dickinson, 1851

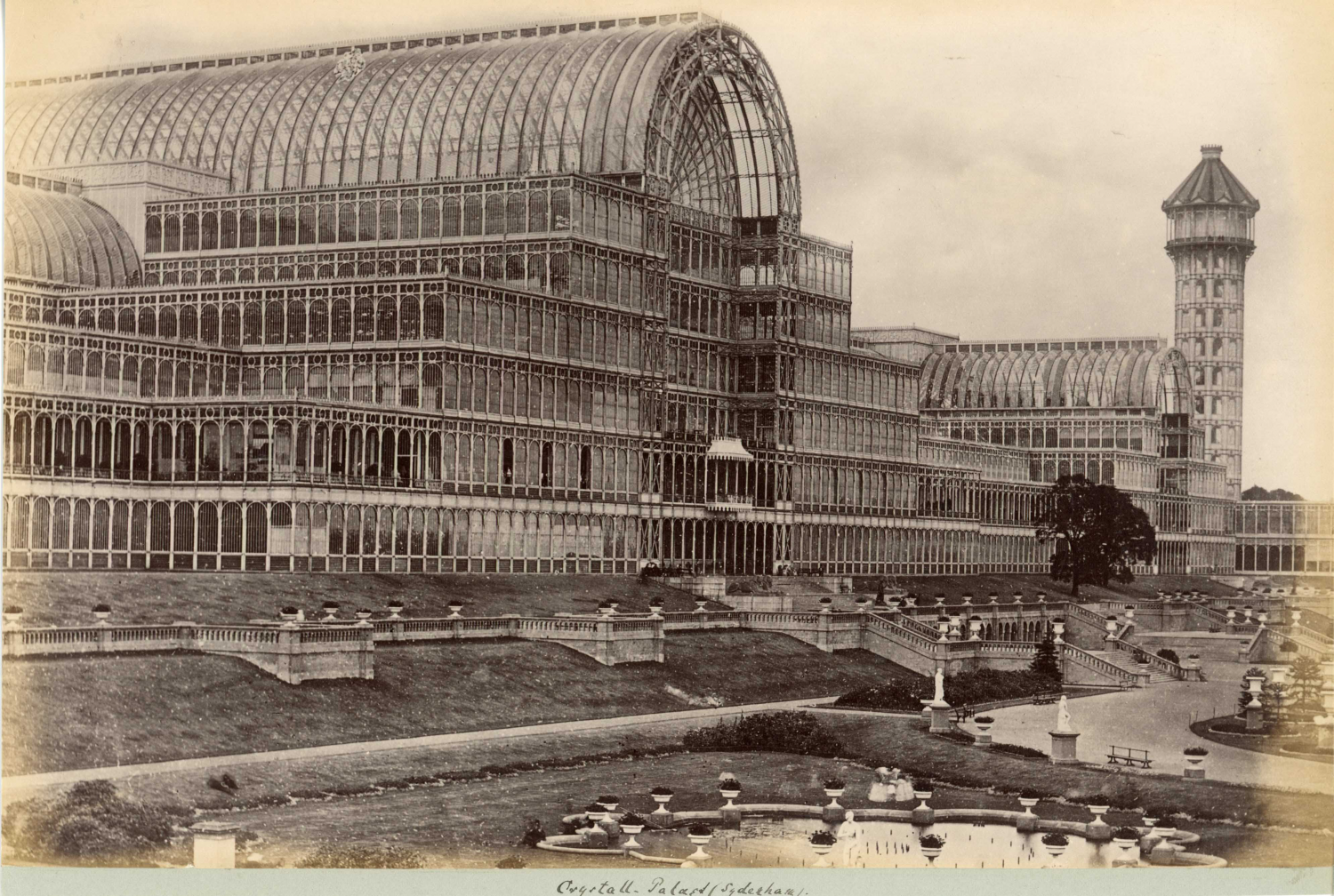
Der Crystal Palace nach dem Wiederaufbau in Sydenham, 1854–1936

Der Crystal Palace (deutsch Kristallpalast; auch Glaspalast genannt) war ein vom britischen Architekten Joseph Paxton eigens für die erste Weltausstellung 1851 in London (Great Exhibition) im viktorianischen Baustil entworfenes und von Charles Fox gebautes Ausstellungsgebäude. Er wurde ursprünglich im Hyde Park errichtet und nach dem Ende der Weltausstellung nach Sydenham im Londoner Stadtbezirk Lewisham, dem heutigen Stadtviertel Crystal Palace, versetzt, wo er in vergrößerter Form 1854 erneut eröffnet wurde. Der Name Crystal Palace wurde vom Satiremagazin Punch geprägt. 1936 wurde der Crystal Palace durch einen Brand vollkommen zerstört.

## Planung

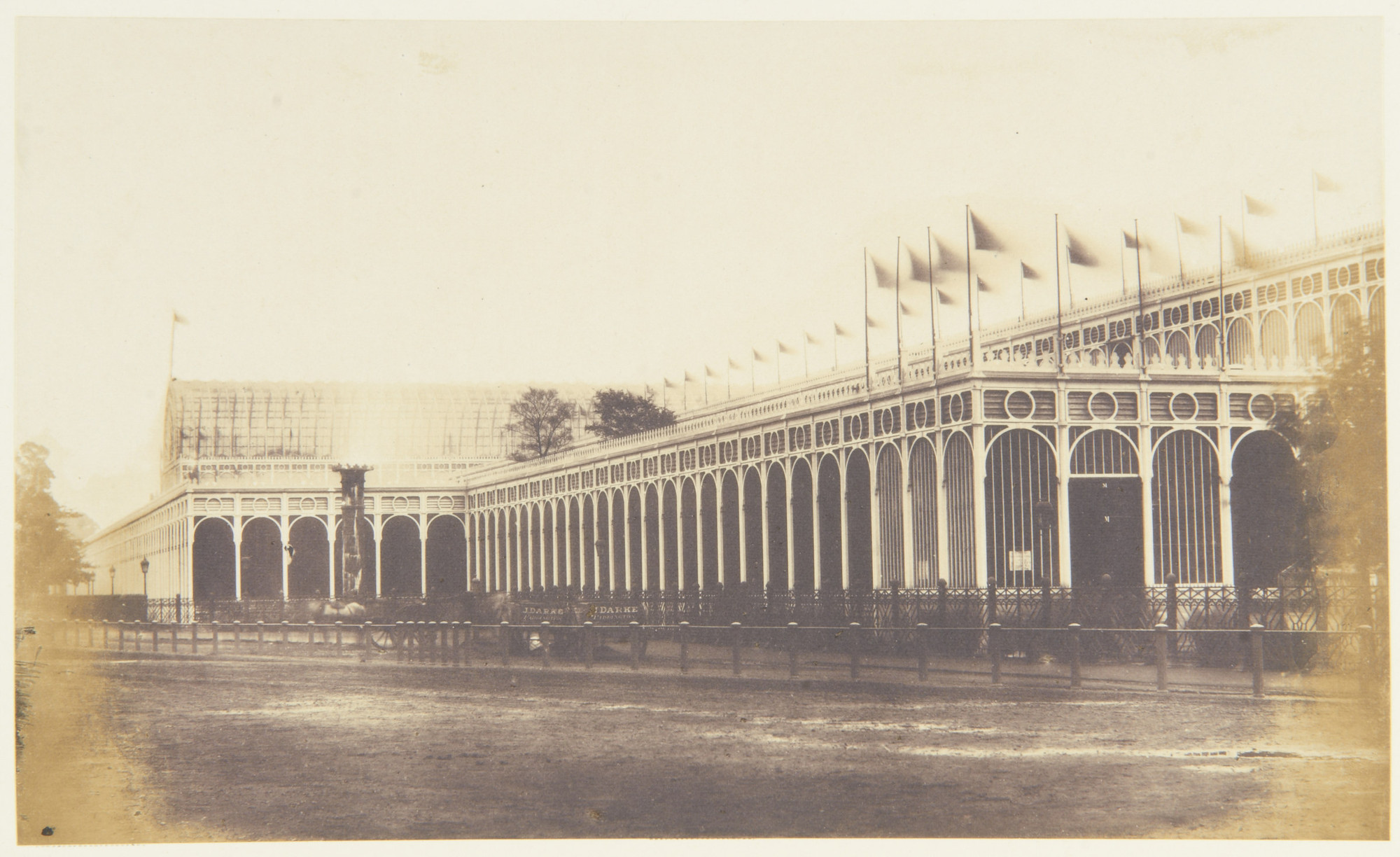
Crystal Palace, London, Architekt: Joseph Paxton

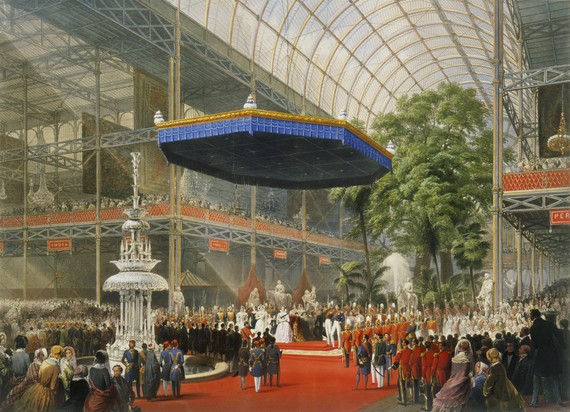
Königin Victoria eröffnet die Weltausstellung im Kristallpalast (1851)

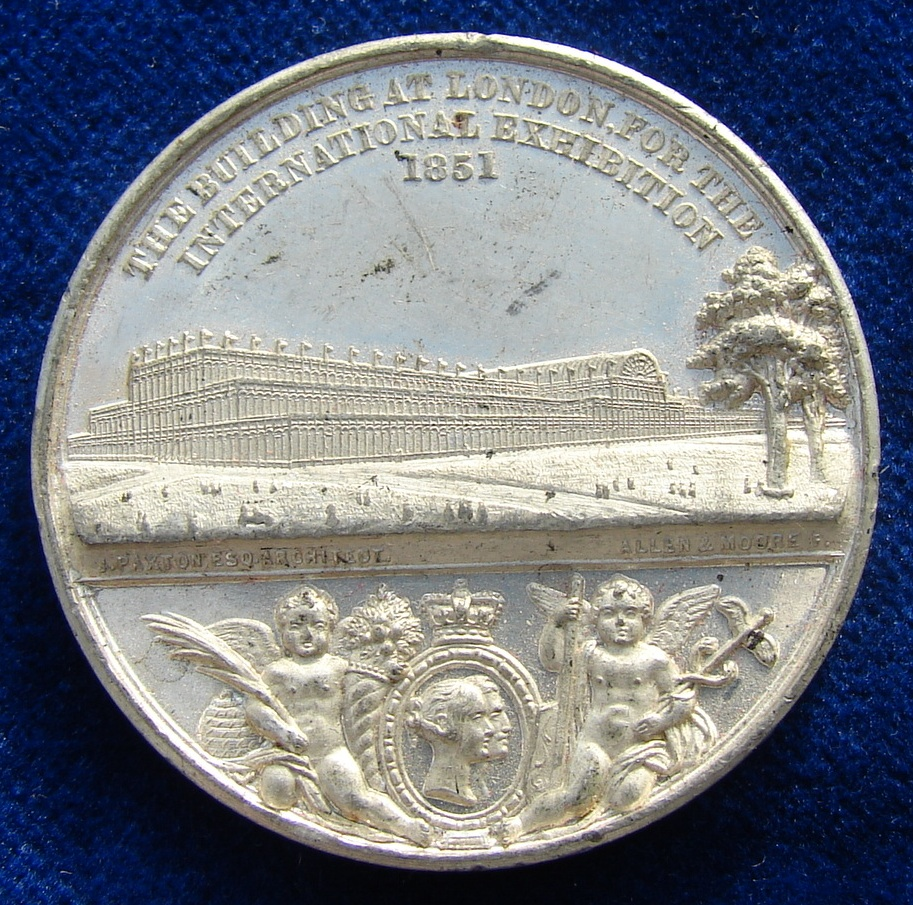
Der Crystal Palace von 1851 auf einer Medaille zur Weltausstellung von Allen & Moore, Vorderseite

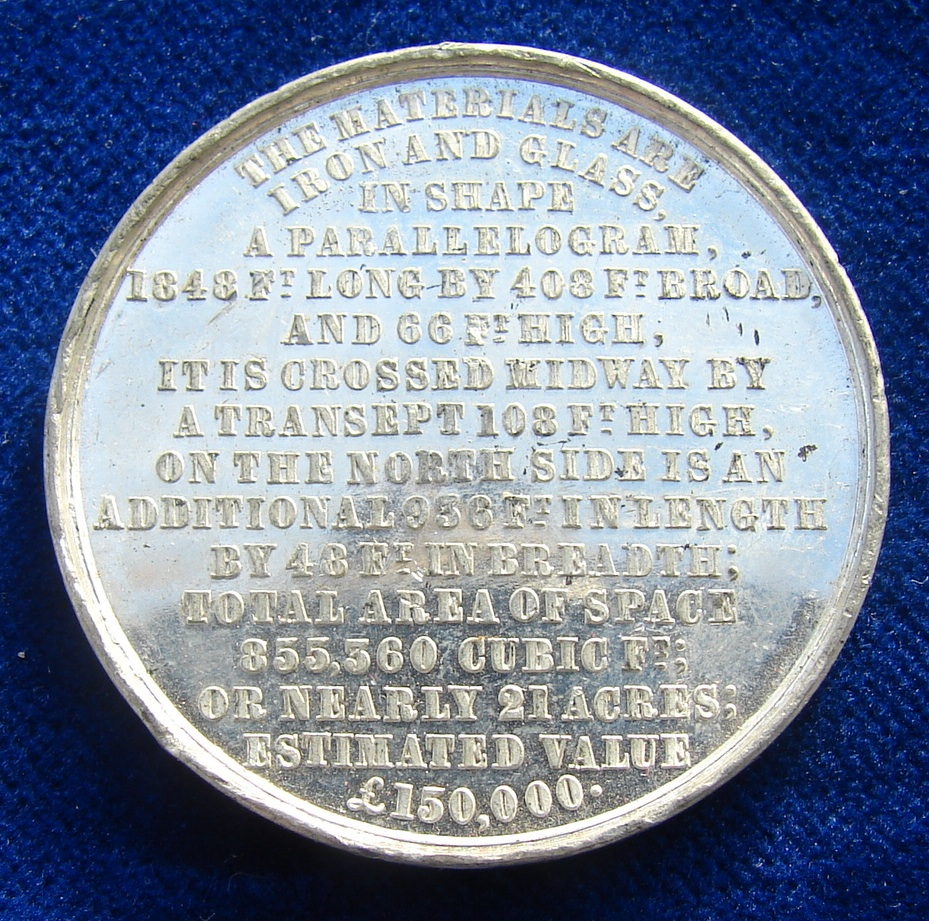
Der Crystal Palace von 1851 auf einer Medaille zur Weltausstellung von Allen & Moore, Rückseite

Im Herbst 1849 beschloss eine Verbindung britischer Bankiers und Industrieller, die Society of Arts, eine Weltausstellung zu veranstalten. Die britischen Produkte sollten im direkten Vergleich mit internationalen Konkurrenten gezeigt werden, um ihr Qualitätsniveau zu verdeutlichen. Großbritannien war der größte Weltproduzent und sollte durch die Weltausstellung seine Absatzmärkte erweitern.
Zu den außergewöhnlichen Vorgaben des internationalen Wettbewerbs für das 6,4 ha umfassende Ausstellungsgebäude gehörte der weitgehende Erhalt der Bäume auf dem Grundstück im Hyde Park, die schnelle Errichtung und seine Demontierbarkeit. Die Größe der Ausstellungsparzellen sollte frei wählbar sein. Das Budget war auf 100.000 Pfund Sterling begrenzt. Aus dem einmonatigen Wettbewerb gingen 233 Entwürfe hervor, die alle wegen Überschreitung des Budgets abgelehnt wurden, zwei Entwürfe der Ingenieure (Richard und Thomas Turner aus Dublin und Hector Horeau aus Paris) wurden hervorgehoben. Die Jury bildete ein Baukomitee, das einen eigenen Entwurf mit einem repräsentativen Gebäude in konventioneller Massivbauweise vorstellte, dessen Materialkosten von geschätzten 120.000 bis 150.000 Pfund Sterling das Budget überstiegen, das nicht demontierbar und nicht fristgerecht herstellbar gewesen wäre und deshalb von der Öffentlichkeit abgelehnt wurde. Das Baukomitee forderte Joseph Paxton auf, in einem neuen Wettbewerb einen Entwurf einzureichen.
Paxton, der als Gartenarchitekt Erfahrungen mit Gewächshäusern hatte, legte einen Entwurf im Stil der Gusseisen-Architektur aus Glas und Gusseisen vor, der von Charles Fox in nur 17 Wochen Bauzeit in der für die Zeit neuen Modulbauweise aus vorgefertigten Teilen errichtet werden konnte. Der Crystal Palace, wie das gewächshausartige Gebäude bald getauft wurde, war so erweiterbar und überdeckte mit ca. 615 × 150 m eine Gesamtfläche von knapp 93.000 m². Ursprünglich war das Gebäude mit einem Flachdach geplant, das charakteristische Tonnendach über dem Querschiff des Gebäudes wurde erst später hinzugefügt. Mit dem erhöhten Dach konnten die alten Ulmen auf dem Ausstellungsgelände erhalten bleiben. Den Abschluss des Tonnendachs bildete eine Glasrosette als Nachbildung der Amazonas-Riesenseerose (Victoria amazonica), einer tropischen Pflanze mit kräftigen Blättern, die Paxton im Dienst von William Cavendish in England kultiviert und zur Blüte gebracht hatte. Mit 150.000 Pfund Sterling überschritt das Budget immer noch die geplante Bausumme, die Baufirma verpflichtete sich aber, im Falle von Demontage und Rücknahme des Materials nur 79.800 Pfund Sterling zu berechnen.

## Gebäude

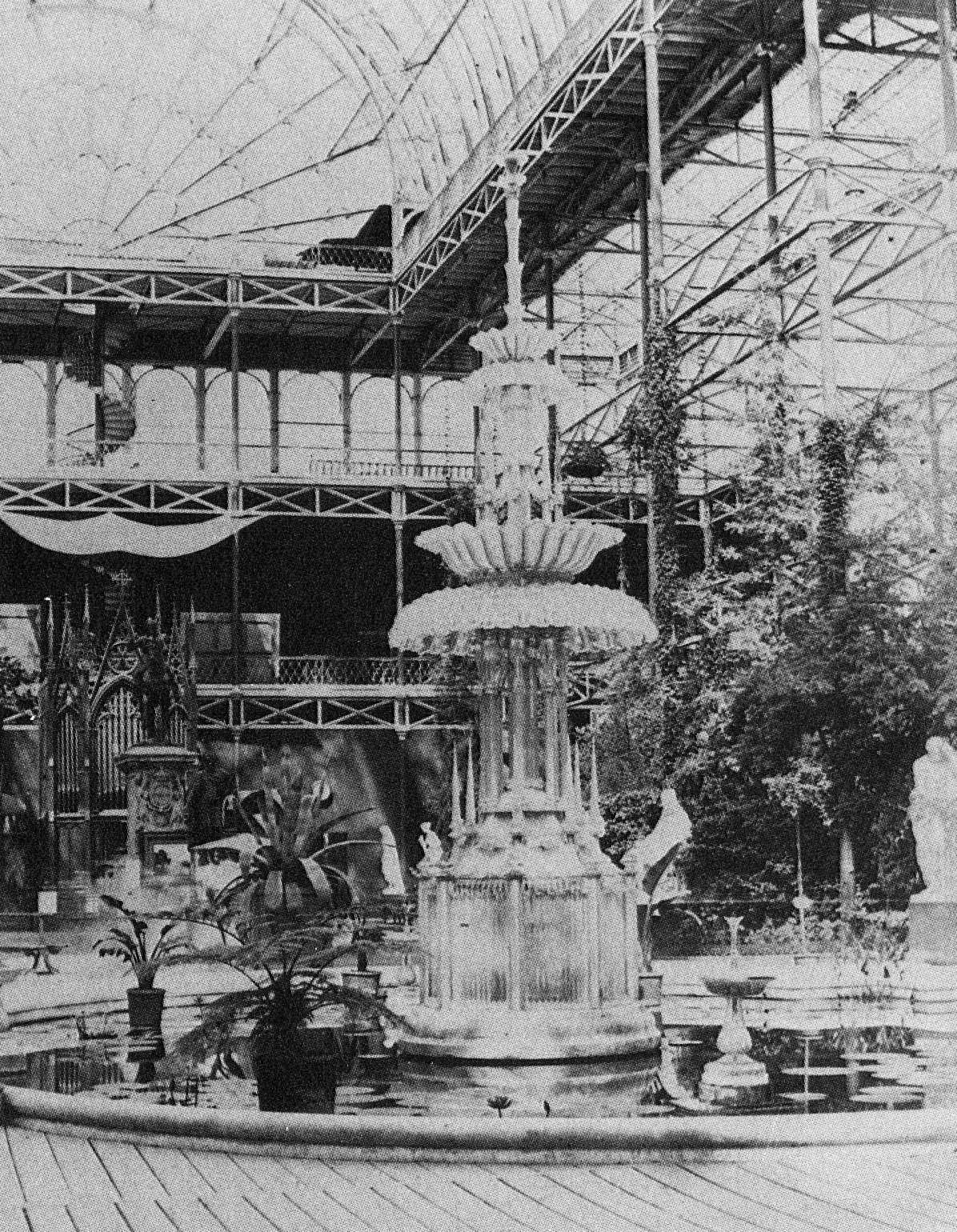
Glasfontäne im Inneren des Crystal Palace (Fotograf: Philip Henry Delamotte, 1851)

Grundeinheit des Palastes waren Quadrate von 24 Fuß Seitenlänge (ungefähr 7,3 m). Die Grundfläche bestand aus 77 × 17 solcher Grundeinheiten. Die Aufteilung der Ausstellungsräume spiegelte sich in diesen Einheiten wider. Die Räume setzen sich aus einem Vielfachen dieser Grundeinheiten zusammen.
Erst die technischen Neuerungen der industriellen Revolution und die Fortschritte in der Eisenproduktion machten den Bau des Kristallpalasts möglich. Die Konstruktion aus Eisenträgern erlaubte zudem den vollständigen Verzicht auf tragendes Mauerwerk, sodass anstelle dessen großflächige Glasfenster verwendet werden konnten. Die erste Säule des Gebäudes wurde am 26. September 1850 gesetzt. Bereits nach vier Monaten war die Fläche im südlichen Hyde Park auf einem Areal von 560 × 137 Metern überbaut; verwendet wurden dafür 83.600 m² Glas, 372 Dachbinder, 38 km Kehlprofilmaterial, 330 km Glasrahmen und 17.000 m³ Holz.
Nach der Ausstellung wurde das Gebäude abgebaut, mit einigen Veränderungen in Sydenham inmitten eines großen Parks wieder aufgebaut und als Museum und Ausstellungsgebäude verwendet. Außerdem fanden darin Konzerte statt, etwa die Händel-Festivals, die ab 1855 unter der Leitung von August Manns standen. Im Park wurden mehrere ab 1853 geschaffene lebensgroße Dinosaurierskulpturen aufgestellt, was eine erste Welle des Dinosaurier-Interesses auslöste. Im Park entwickelten sich auch vielerlei Sportaktivitäten, woraus sich auch der Name des bekannten Fußballvereins Crystal Palace erklärt. Anfang des 20. Jahrhunderts berichtete eine deutsche Zeitung über den zunehmenden Verfall der Exponate und des Bauwerks.
Der Kristallpalast brannte am 30. November 1936 nach einer Explosion vollständig nieder. Lediglich zwei vom Feuer verformte Türme blieben zunächst stehen. Sie wurden während des Zweiten Weltkriegs entfernt, weil man befürchtete, sie könnten den feindlichen Flugzeugen als Orientierungspunkte dienen. Der nördliche Turm wurde 1941 gesprengt, der südliche wegen seiner Nähe zu anderen Gebäuden konventionell abgerissen. Der Park existiert nach wie vor und wurde von der englischen Denkmalschutzbehörde English Heritage in das Register historisch interessanter Parks (Register of Parks and Gardens of special historic interest in England) aufgenommen.
Der Crystal Palace hat damit einen Gebäudetypus begründet, siehe hierzu verschiedene Nachfolgebauten unter Glaspalast.

## Fotografische Zeugen

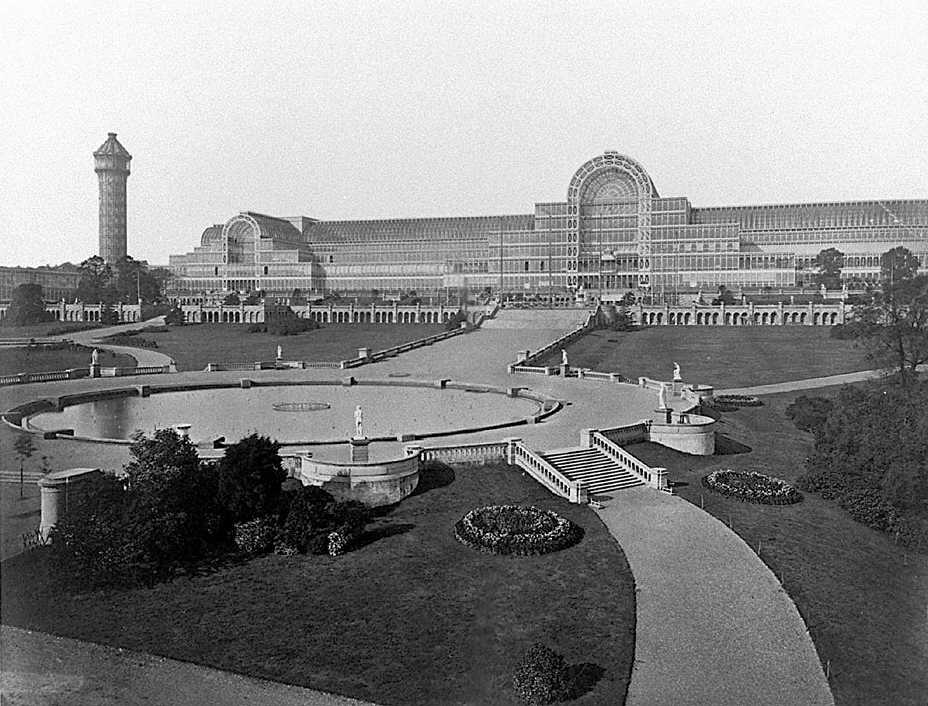
Fotografie von Delamotte, 1854

Die erhaltenen historischen Kalotypie-Aufnahmen des britischen Fotografen Philip Henry Delamotte (1820–1889) sind heute die Grundlage der meisten Beschreibungen der Londoner Weltausstellung von 1851 und des nicht mehr bestehenden Gebäudes. Als offizieller Fotograf der Weltausstellung war der in Italien geborene Enrico (Henry) Negretti (ein Pionier der Fotografie, Optiker und Hersteller von wissenschaftlichen Geräten und Einrichtungen) mit seinem seit 1829 in London ansässigen Unternehmen Negretti & Zambra eingeladen, der dann auch mit selbst hergestellten Geräten die ersten Stereo-Daguerreotypien des Gebäudes schuf. Während die Daguerreotypien allesamt Originale und damit auch kostbare Unikate waren und die Stereoaufnahmen zwar eindrucksvolle Ergebnisse lieferten, die aber nur mit teuren Spezialgeräten erschlossen werden konnten, waren dagegen Delamottes modernere und preisgünstigere Papierbilder beliebig reproduzierbar und erreichten bald als Postkarten auch das breite Publikum in der weiten Welt.

## Motiv in der Malerei
Bereits während der Weltausstellung bestand ein großer Bedarf an Abbildungen des Gebäudes. Vor allem von Künstlern gestaltete farbige Illustrationen fanden starke Verbreitung. Zu den bekanntesten Darstellungen gehörte die Innenansicht des Crystal Palace von Louis Haghe, die das Gebäude während der Eröffnung durch Königin Victoria im Jahr 1851 zeigt. Während die Ehrengäste unter einem großen von der Decke hängenden Baldachin dem Festakt beiwohnen, ist im Hintergrund einer der großen Bäume zu sehen, um die das Gebäude herumgebaut wurde. Nach seinem Umzug nach Sydenham stellte der Crystal Palace auch in den folgenden Jahrzehnten bei Malern ein beliebtes Motiv dar. So schufen Künstler wie der Brite William White Warren oder die Franzosen Charles-François Daubigny und Jacques-Émile Blanche Bilder mit dem Motiv des Crystal Palace. Camille Pissarro malte gleich zwei Werke, bei denen das Gebäude zu sehen ist, darunter Der Kristallpalast, London (Art Institute of Chicago).

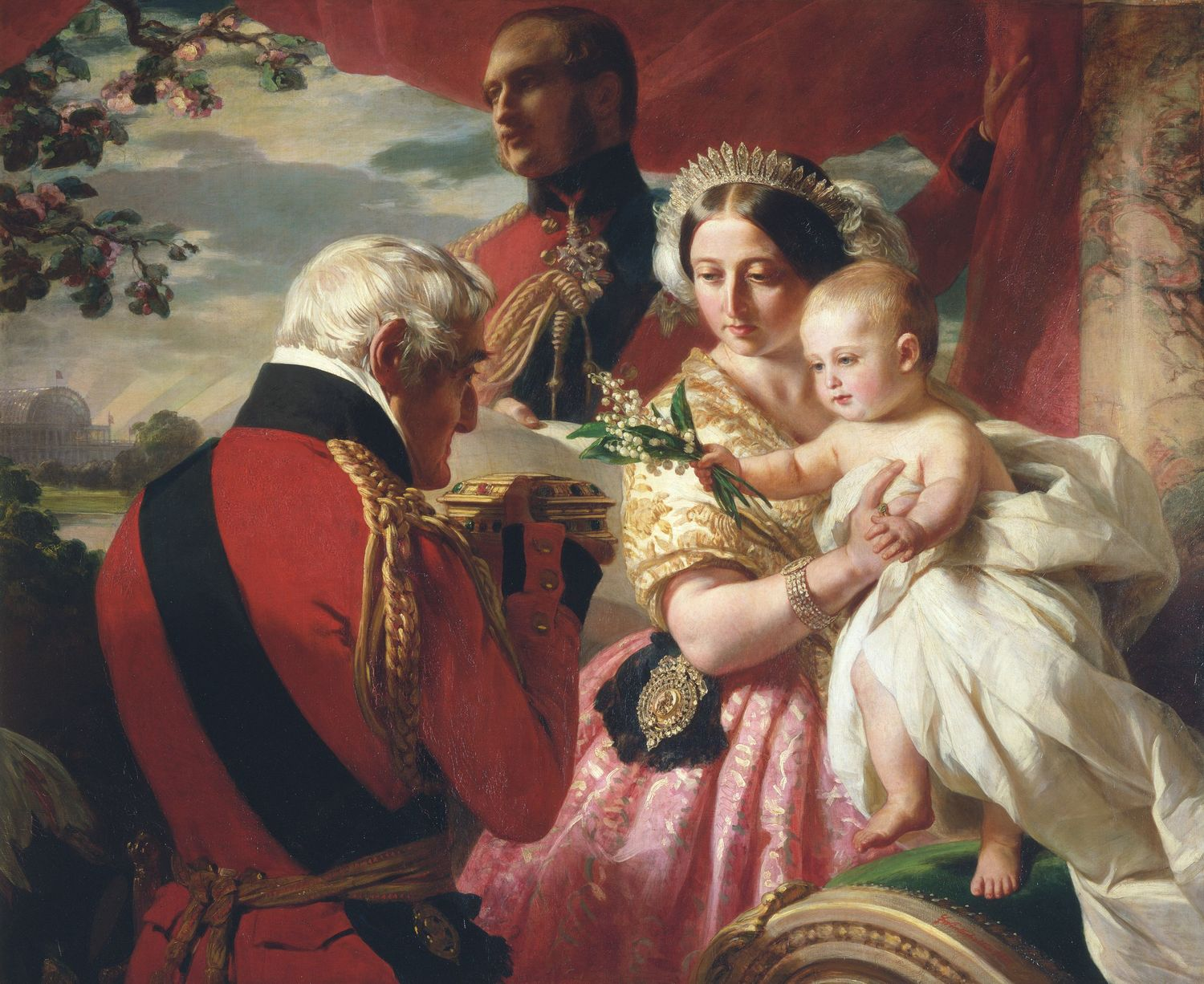
Franz Xaver Winterhalter, The First of May 1851: auf der linken Seite erkennt man den Crystal Palace

Eine Nebenrolle spielt der Crystal Palace in Franz Xaver Winterhalters Gemälde The First of May 1851, auf dem Prince Albert zum fertiggestellten Gebäude blickt, während sein Sohn Arthur zu seinem ersten Geburtstag ein Geschenk von seinem Paten Duke of Wellington überreicht bekommt. Gleichzeitig übergibt Arthur ihm einen Strauß Maiglöckchen anlässlich seines 82. Geburtstags.

## Im Film

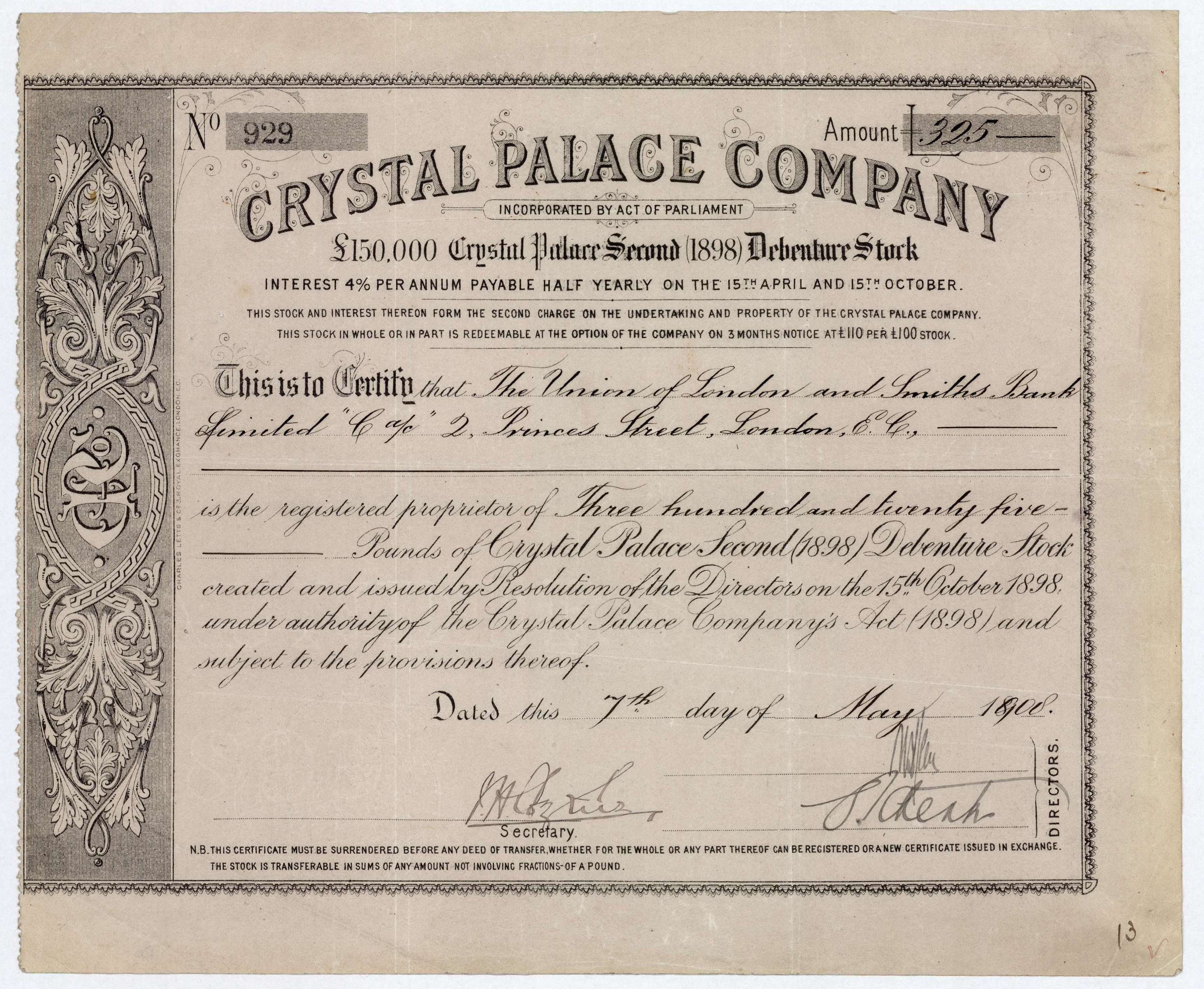
Anleihe der Crystal Palace Company vom 7. Mai 1908

Der Crystal Palace ist Handlungsort einer Szene des Spielfilms Der große Eisenbahnraub aus dem Jahr 1979.

## Weitere Veranstaltungen
- 1868 führte die Royal Aeronautical Society im Crystal Palace die erste Luftfahrtausstellung durch.